# Divizia A 1982-1983
La Divizia A 1982-1983 è stata la 65ª edizione della massima serie del campionato di calcio rumeno, disputato tra il 7 agosto 1982 e il 2 luglio 1983 e concluso con la vittoria finale della Dinamo București, al suo undicesimo titolo e secondo consecutivo.
Capocannoniere del torneo fu Petre Grosu (Bihor Oradea), con 20 reti.

## Formula
Le squadre partecipanti furono 18 e disputarono un turno di andata e ritorno per un totale di trentaquattro partite.
Le ultime tre classificate retrocedettero in Divizia B.
Le qualificate alle coppe europee furono tre: la vincente alla coppa dei Campioni 1983-1984, seconda e terza alla Coppa UEFA 1983-1984.
Nessuna squadra partecipò alla Coppa delle Coppe 1983-1984 perché la finale di coppa di Romania 1982-1983 si disputò il 6 luglio 1983, oltre il limite imposto dalla UEFA

## Classifica finale
|    | Classifica            | G  | V  | N  | P  | GF | GS | Dif | Pt |
| -- | --------------------- | -- | -- | -- | -- | -- | -- | --- | -- |
| 1  | Dinamo București      | 34 | 17 | 15 | 2  | 62 | 25 | +37 | 49 |
| 2  | Universitatea Craiova | 34 | 20 | 6  | 8  | 66 | 29 | +37 | 46 |
| 3  | Sportul Studențesc    | 34 | 18 | 8  | 8  | 48 | 29 | +19 | 44 |
| 4  | FC Argeș Pitești      | 34 | 17 | 6  | 11 | 50 | 37 | +13 | 40 |
| 5  | Steaua București      | 34 | 14 | 10 | 10 | 47 | 41 | +6  | 38 |
| 6  | Corvinul Hunedoara    | 34 | 13 | 8  | 13 | 46 | 38 | +8  | 34 |
| 7  | FC Olt Scornicești    | 34 | 14 | 5  | 15 | 47 | 36 | +11 | 33 |
| 8  | ASA Târgu Mureș       | 34 | 13 | 7  | 14 | 41 | 42 | -1  | 33 |
| 9  | Jiul Petroșani        | 34 | 12 | 9  | 13 | 35 | 43 | -8  | 33 |
| 10 | Politehnica Iași      | 34 | 11 | 10 | 13 | 37 | 40 | -3  | 32 |
| 11 | FC Bihor Oradea       | 34 | 12 | 8  | 14 | 56 | 62 | -6  | 32 |
| 12 | Petrolul Ploiești     | 34 | 14 | 4  | 16 | 38 | 55 | -17 | 32 |
| 13 | SC Bacău              | 34 | 12 | 7  | 15 | 43 | 47 | -4  | 31 |
| 14 | CS Târgoviște         | 34 | 10 | 11 | 13 | 36 | 44 | -8  | 31 |
| 15 | Chimia Râmnicu-Vâlcea | 34 | 12 | 7  | 15 | 33 | 43 | -10 | 31 |
| 16 | FCM Brașov            | 34 | 11 | 7  | 16 | 41 | 51 | -10 | 29 |
| 17 | Politehnica Timișoara | 34 | 9  | 6  | 19 | 35 | 64 | -29 | 24 |
| 18 | FC Constanța          | 34 | 7  | 6  | 21 | 30 | 65 | -35 | 20 |

### Verdetti
- Dinamo București Campione di Romania 1982-83.
- FCM Brașov, Politehnica Timișoara e FC Constanța retrocesse in Divizia B.

### Qualificazioni alle Coppe europee
- Coppa dei Campioni 1983-1984: Dinamo București qualificato.
- Coppa UEFA 1983-1984: Sportul Studențesc e Universitatea Craiova qualificate.